# Caleb Plant
Caleb Hunter Plant (biệt danh: Sweethands; sinh ngày 8 tháng 7 năm 1992) là một võ sĩ Quyền Anh chuyên nghiệp người Mỹ. Anh là cựu vô địch Liên đoàn Quyền Anh Quốc tế (IBF) thế giới hạng siêu trung (super middleweight) kể từ năm 2019 đến tháng 11 năm 2021. Tính đến tháng 10 năm 2021, anh được xếp hạng là võ sĩ Quyền Anh hạng siêu trung năng động xuất chúng thứ hai trên thế giới theo Bảng xếp hạng Quyền Anh xuyên quốc gia, thứ ba bởi ESPN, và The Ring, và thứ năm bởi BoxRec.

## Xuất thân, đời tư và nghiệp dư
Caleb Plant sinh ngày 8 tháng 7 năm 1992 tại thị trấn Ashland, quận Cheatham, tiểu bang Tennessee, Hoa Kỳ, trong một gia đình khó khăn, với bố là Richie Plant, mẹ là Beth Pratt, gia đình có ba chị em, chị cả là Hannah Plant và em gái út là Madeline Plant. Bố của anh, Richie Plant từng là một võ sĩ Kickboxing. Thời thiếu niên, anh theo học tại trường Sycamore High School. Vì gia đình khó khăn, từ khi còn trẻ, anh cùng bố đã phải làm những công việc lặt vặt để giúp duy trì gia đình, mẹ anh có vấn đề về thể trạng và tinh thần, phụ thuộc vào chất gây nghiện. Mẹ của anh, Beth Pratt, đã chết vào ngày 9 tháng 3 năm 2019, bị cảnh sát bắn sau khi rút dao vào một sĩ quan.
Những năm 2013, anh có quan hệ tình cảm với bạn gái là Carman Jean Briscoe-Lee. Cặp đôi đã chào đón một đứa con gái từ mối quan hệ của họ vào ngày 19 tháng 1 năm 2015. Tuy nhiên, mối quan hệ của họ không duy trì lâu dài và bền chặt, và con gái của anh, Alia Plant đã qua đời ở 19 tháng tuổi, năm 2016 sau khi bị nhiễm trùng đường hô hấp phát triển thành viêm phổi. Tháng 11 năm 2019, Caleb Plant đã kết hôn với Jordan Plant, một phóng viên thể thao của Fox Sports, cô cũng từng là vận động viên điền kinh môn vượt rào 100 m và hai người họ gặp nhau vào năm 2016.
Caleb Plant bắt đầu tiếp xúc với Quyền Anh từ năm 8 tuổi. Anh đã giành được giải Golden Gloves toàn quốc thanh niên Hoa Kỳ năm 2011 ở hạng cân dưới nặng. Anh được lựa chọn làm một ứng viên dự bị cho đội tuyển Quyền Anh Hoa Kỳ cho Thế vận hội Mùa hè 2012, nhưng không được tham dự. Với tư cách là một võ sĩ nghiệp dư, anh đã giành được nhiều danh hiệu tại các giải đấu, với thành tích nghiệp dự là 97 trận thắng, 20 trận thua.

## Sự nghiệp chuyên nghiệp

### Giai đoạn đầu
Caleb Plant ra mắt chuyên nghiệp vào ngày 10 tháng 5 năm 2014, khi anh được lên kế hoạch đấu với Travis Davidson. Anh đã thắng trận đấu bằng hạ đo ván (KO) ở hiệp 1, kết thúc trận đấu chỉ sau 47 giây. Sau đó, anh đã thắng 8 trận đấu tiếp theo, 5 trận trong số đó thắng ngay tại hiệp 1. Anh tiếp tục thắng hai trận tiếp theo trước Jamar Freeman và Tyrone Brunson bằng quyết định đồng thuận sau 8 hiệp, trước khi thắng tiếp hai trận KO trước Adasat Rodriguez và Carlos Galvan. Tiếp theo, Plant được lên lịch đấu với Juan De Angel vào ngày 23 tháng 8 năm 2016. Đó là trận đấu mười hiệp đầu tiên trong sự nghiệp của Plant. Anh đã thắng trận đấu bằng quyết định đồng thuận (UD) của cả ba giám khảo, đều cho điểm trận đấu là 100–89 nghiêng về anh. Sau đó, Plant đã được lên kế hoạch đấu một trận 10 hiệp với Thomas Awimbono trong sự kiện chính của PBC trên FOX vào ngày 25 tháng 2 năm 2017. Anh đánh bại Awimbono bằng quyết định đồng thuận, với điểm số 100–89, 100–89 và 99–90.
Ngày 8 tháng 9 năm 2017, Plant được xếp lịch đấu trận 10 hiệp với Alan Campa. Campa sau đó đã rút lui khỏi trận đấu, và được thay thế bởi Andrew Hernandez. Trận đấu đầu tiên của Plant phát sóng qua Showtime Championship Boxing. Ở trận này, anh hoàn toàn áp đảo đối thủ, tiếp tục thắng UD. Vào ngày 17 tháng 2 năm 2018, Caleb Pland đang trong giai đoạn được xếp thứ 6 IBF hạng siêu trung đã được lên kế hoạch đấu với Rogelio Medina, hạng 12. Đây là trận tranh vị trí số 2, cũng như tranh vị trí thách đấu đai vô địch hạng siêu trung của IBF. Ở trận 12 hiệp này, anh đã sử dụng những cú đấm thọc của mình để ghi điểm và tích lũy sát thương đối với Medina, đồng thời sử dụng kỹ năng xoay chiều sàn đấu (ring-craft) của mình để tránh xa tầm đấm của Medina. Anh đã thắng trận đấu bằng UD, với điểm số là 120–108, 119–109, 117–111.

### IBF super middleweight

#### Plant v. Uzcátegui
Trong trận đấu chuyên nghiệp thứ 18 của mình, Caleb Plant được lên kế hoạch thách đấu đương kim vô địch hạng siêu trung IBF José Uzcátegui vào ngày 13 tháng 1 năm 2019. Uzcátegui là cựu vô địch IBF hạng siêu trung tạm thời (interim), và sau đó được nâng lên thành nhà vô địch IBF khi James DeGale bỏ trống danh hiệu của mình. Đó là lần bảo vệ danh hiệu đầu tiên của Uzcátegui. Plant là đối thủ thách đấu bắt buộc của IBF, đã giành được quyền thách đấu cho danh hiệu sau khi đánh bại Rogelio Medina trước đó. Trận đấu sau đó bị hoãn lại vì Plant bị gãy tay trái trong trại huấn luyện. Anh cần phẫu thuật để giải quyết vết thương sau đó là phục hồi chức năng. Trong khi Plant đang hồi phục chấn thương, Uzcátegui đã đánh bại Ezequiel Maderna bằng UD trong một trận đấu không tranh danh hiệu vào ngày 28 tháng 9 năm 2018. Trận đấu của Plant với Uzcátegui đã được lên lịch lại vào ngày 13 tháng 1 năm 2019. Thời gian không thi đấu để phẫu thuật tay trái 11 tháng kể từ trận đấu với Medina là thời gian dài nhất trong sự nghiệp thi đấu chuyên nghiệp của Plant. Plant bước vào trận đấu với tư cách là võ sĩ cửa dưới +161, trong khi Uzcátegui là người được có ưu thế -200 để bảo vệ danh hiệu.
Trong trận, Plant đã có một khởi đầu tuyệt vời, đánh ngã đối thủ ở hiệp 2. Anh đã bắt được chiến thuật của Uzcátegui, khiến đối thủ mất cân bằng bằng một cú móc trái, làm nhà vô địch ngã xuống. Sau khi dính một đòn uppercut mắt phải ở hiệp thứ ba, Plant lại một lần nữa đánh ngã đối thủ bằng một cú móc trái ở hiệp 4. Bám sát kế hoạch giao tranh của mình, Plant vẫn chiếm ưu thế cho đến hiệp thứ chín, trong đó anh cũng bị chao đảo bởi một đòn uppercut ngắn khác từ Uzcátegui. Sau khi thua cả hai hiệp chín và 10, Plant đã trở lại ở hiệp 11, và thắng trận đấu bằng UD với điểm số 116–110, 116–110 và 115–111.

#### Plant v. Lee
Ngày 20 tháng 7 năm 2019, Caleb Plant đã được lên kế hoạch để bảo vệ danh hiệu IBF đầu tiên của mình trước Mike Lee. Lee đã dành cả sự nghiệp của mình để thi đấu ở hạng dưới nặng, nhưng chuyển xuống hạng siêu trung để thách thức chức vô địch thế giới đầu tiên của mình. Trận đấu đã được lên kế hoạch như là khúc dạo đầu cho trận Manny Pacquiao v. Keith Thurman dạng PPV. Vì Lee đã chuyển từ hạng dưới nặng xuống siêu trung, và chưa bao giờ phải đối mặt với võ sĩ như Plant, cho nên Lee không được coi là một mối đe dọa nghiêm trọng đối với Plant. Theo đó, Plant xuất hiện với tư cách là người được yêu thích -1944, trong khi Lee là người thấp hơn +1119 trong bảng cá cược. Trong trận, Plant hoàn toàn áp đảo đối thủ của mình trong suốt các hiệp đấu, giành được chiến thắng TKO ở giữa hiệp thứ ba. Plant đánh ngã Lee chỉ sau 37 giây ở hiệp đầu tiên, và hạ gục đối thủ với tỷ số 18–3. Anh đã làm đối thủ choáng váng với một cú đấm vào cơ thể ở hiệp thứ hai, và tăng số cú đánh trúng đích lên 41, so với bảy của Lee. Plant đánh ngã đối thủ lần thứ ba trong hiệp thứ ba: cú đánh ngã đầu tiên xảy ra sau khi Plant tung đòn cross phải, lần thứ hai sau cú móc trái, và lần thứ ba tiếp tục bằng cross phải. Trọng tài Robert Byrd quyết định dừng trận đấu ở 1:29. Thành tích trong trận này của anh được The Ring mô tả khen ngợi là "glorified club fighter".

#### Plant v. Feigenbutz
Để bảo vệ đai của mình, Plant đã được xếp lịch đấu với đối thủ hạng 3 IBF và cũng là võ sĩ thách đấu bắt buộc, Vincent Feigenbutz, vào ngày 15 tháng 2 năm 2020. Trận đấu được lên kế hoạch là sự kiện chính của PBC trên Fox, và là trận chiến đầu tiên của Plant tại Nashville, quê hương của anh. Feigenbutz được coi là một đối thủ không khó đối với Plant, và anh đã thể hiện sự áp đảo của mình. Anh đã chứng minh sở trưởng của mình, chiến thắng TKO ở hiệp 10 sau khi kiểm soát Feigenbutz cả 10 hiệp. Caleb Plant có chiều cao lẫn sải tay tốt hơn, đã sử dụng cú đấm thọc của mình để chặn Feigenbutz ngoài khoảng cách. Sau khi thiết lập cú jab của mình, Plant tung các cú đánh sức mạnh vào cả cơ thể và đầu của đối thủ. Trọng tài Malik Waleed cuối cùng đã can thiệp vào phút thứ 2:23 của hiệp 10, nhận định rằng Feigenbutz không thể tiếp tục phòng ngự. Trong cuộc họp báo sau trận đấu, chính Feigenbutz nói: "Tôi không thể không đồng ý với việc dừng trận đấu. Trọng tài đã làm rất tốt công việc của mình."

#### Plant v. Truax
Trận đấu tiếp theo của Caleb Plant gặp cựu vô địch hạng siêu trung IBF Caleb Truax vào ngày 30 tháng 1 năm 2021. Đây là lần thứ hai liên tiếp Plant được xếp vào trận chính một sự kiện của PBC trên Fox. Truax được coi là một võ sĩ mạnh hơn so với hai đối thủ trước đó của Plant. Tuy nhiên, nhiều người hâm mộ bày tỏ sự thất vọng của họ với trận đấu này, vì cho rằng Plant sẽ đấu với Canelo Álvarez trong trận thống nhất thế giới đai hạng siêu trung. Trong trận này, Plant chiếm ưu thế trong kiểm soát khoảng cách, trình diễn phong cách võ sĩ khoảng cách, trong khi Truax cố gắng tiến gần hơn để tấn công cự ly gần không thành công. Truax dính đòn, bị một vết bầm tím và một vết cắt ở trán vào cuối hiệp 4. Trong hiệp 5, Truax gia tăng áp lực, nhưng Plant đã sử dụng cú đấm thọc của mình để chặn áp lực của Truax. Hiệp 8 tám chứng kiến Truax tung đòn trúng hàm của Plant, trong khi Plant cố gắng giành chiến thắng KO ở hiệp 9 với cường độ tấn công gia tăng. Trong hai hiệp cuối, Truax dường như cảm thấy cần một đòn hạ gục để giành chiến thắng, đã tung ra những cú đấm từ mọi góc độ để cố gắng hạ gục Plant, nhưng Plant đều né tốt. Sau khi 12 hiệp đấu kết thúc, Plant được công bố là người chiến thắng UD, ba giám khảo chấm cho hiệp đấu với tỷ số 120–108 nghiêng về anh, có nghĩa là anh đã thắng tất cả mười hai hiệp trên mỗi phiếu điểm của ban giám khảo. Mặc dù không gọi tên Canelo Álvarez một cách rõ ràng trong cuộc phỏng vấn sau trận đấu của mình, nhưng anh đã bày tỏ mong muốn trở thành nhà vô địch hạng siêu trung đầu tiên không thể tranh cãi của thế giới.

#### Plant v. Álvarez
Caleb Plant dự kiến sẽ đấu với đương kim vô địch hạng siêu trung thống nhất WBA (Super), WBC, WBO và The Ring, Saúl Álvarez trong trận đấu thống nhất đai vào ngày 6 tháng 11 năm 2021 tại MGM Grand Garden Arena ở Paradise, Nevada, Hoa Kỳ. Người thắng cuộc sẽ trở thành nhà vô địch hạng siêu trung không thể tranh cãi đầu tiên trong lịch sử Quyền Anh, tức nắm được cả bốn đai lớn nhất thế giới. Plant bước vào trận đấu với tư cách là một kẻ yếu thế hơn, lần đầu tiên kể từ cuộc đấu của anh với José Uzcátegui, với hầu hết các nhà cái tỷ lệ cược đều đặt dưới +550. Các chuyên gia Quyền Anh dự đoán trận, như Ryan Garcia và Malik Scott dự đoán Álvarez chiến thắng, trong khi Andre Ward dự đoán Plant lật trận. Doanh thu sơ bộ của trận đấu này được dự đoán là 100 triệu USD. Trong trận này, anh đã bị Alvarez áp chế trong phần lớn thời gian, không thể vận dụng được chiều cao và sải tay của mình, chịu các đòn tấn công của đối thủ ở hiệp 11 và thua TKO, trận thua đầu tiên trong sự nghiệp.

## Thống kê thành tích
| Thống kê Quyền Anh chuyên nghiệp |          |        |
| 21 trận                          | 21 thắng | 0 thua |
| Bằng knockout                    | 12       | 0      |
| Bằng quyết định trọng tài        | 9        | 0      |

| Số | Kết quả | Thành tích | Đối thủ            | Dạng | Thời gian     | Ngày       | Địa điểm                                                | Ghi chú                                                                                   |
| -- | ------- | ---------- | ------------------ | ---- | ------------- | ---------- | ------------------------------------------------------- | ----------------------------------------------------------------------------------------- |
| 22 | Thua    | 21–1       | Canelo Álvarez     | TKO  | 11 (12), 0:35 | 6/11/2021  | MGM Grand Garden Arena, Paradise, Nevada                | Mất đai IBF hạng siêu trung; Tranh đai WBA (Super), WBC, WBO, và The Ring hạng siêu trung |
| 21 | Thắng   | 21–0       | Caleb Truax        | UD   | 12            | 30/1/2021  | Shrine Exposition Center, Los Angeles, California       | Giữ đai IBF hạng siêu trung                                                               |
| 20 | Thắng   | 20–0       | Vincent Feigenbutz | TKO  | 10 (12), 2:23 | 15/2/2020  | Bridgestone Arena, Nashville, Tennessee                 | Giữ đai IBF hạng siêu trung                                                               |
| 19 | Thắng   | 19–0       | Mike Lee           | TKO  | 3 (12), 1:29  | 20/6/2019  | MGM Grand Garden Arena, Paradise, Nevada                | Giữ đai IBF hạng siêu trung                                                               |
| 18 | Thắng   | 18–0       | José Uzcátegui     | UD   | 12            | 13/1/2019  | Microsoft Theater, Los Angeles, California              | Giành đai IBF hạng siêu trung                                                             |
| 17 | Thắng   | 17–0       | Rogelio Medina     | UD   | 12            | 17/2/2018  | Don Haskins Center, El Paso, Texas                      |                                                                                           |
| 16 | Thắng   | 16–0       | Andrew Hernandez   | UD   | 10            | 8/9/2017   | Hard Rock Hotel and Casino, Paradise, Nevada            |                                                                                           |
| 15 | Thắng   | 15–0       | Thomas Awimbono    | UD   | 10            | 25/2/2017  | Legacy Arena, Birmingham, Alabama                       |                                                                                           |
| 14 | Thắng   | 14–0       | Juan De Angel      | UD   | 10            | 23/8/2016  | Sands Casino Event Center, Bethlehem, Pennsylvania      |                                                                                           |
| 13 | Thắng   | 13–0       | Carlos Galvan      | KO   | 4 (8), 1:24   | 3/6/2016   | Seminole Hard Rock Hotel and Casino, Hollywood, Florida |                                                                                           |
| 12 | Thắng   | 12–0       | Adasat Rodriguez   | TKO  | 6 (8), 2:37   | 19/1/2016  | Club Nokia, Los Angeles, California                     |                                                                                           |
| 11 | Thắng   | 11–0       | Tyrone Brunson     | UD   | 8             | 31/10/2015 | NRG Arena, Houston, Texas                               |                                                                                           |
| 10 | Thắng   | 10–0       | Jamar Freeman      | UD   | 8             | 22/9/2015  | Sands Casino Event Center, Pennsylvania                 |                                                                                           |
| 9  | Thắng   | 9–0        | Zoltan Sera        | TKO  | 1 (6), 2:19   | 15/8/2015  | Place Bell, Laval, Quebec, Canada                       |                                                                                           |
| 8  | Thắng   | 8–0        | Juan Carlos Rojas  | TKO  | 4 (6), 1:03   | 27/6/2015  | Sands Casino Event Center, Pennsylvania                 |                                                                                           |
| 7  | Thắng   | 7–0        | Jason Zabokrtsky   | TKO  | 1 (6), 1:49   | 29/5/2015  | Stadium Holiday Inn, Philadelphia, Pennsylvania         |                                                                                           |
| 6  | Thắng   | 6–0        | Daniel Henry       | TKO  | 1 (6), 2:29   | 6/3/2015   | MGM Grand Marquee Ballroom, Paradise, Nevada            |                                                                                           |
| 5  | Thắng   | 5–0        | Daryl Gardner      | KO   | 1 (4), 1:35   | 5/12/2014  | Harrah's Philadelphia, Chester, Pennsylvania            |                                                                                           |
| 4  | Thắng   | 4–0        | Jovan Ramirez      | KO   | 1 (4), 2:09   | 1/11/2014  | UIC Pavilion, Chicago, Illinois                         |                                                                                           |
| 3  | Thắng   | 3–0        | Brian True         | KO   | 3 (4), 2:55   | 25/8/2014  | Fantasy Springs Resort Casino, Indio, California        |                                                                                           |
| 2  | Thắng   | 2–0        | Mike Noriega       | UD   | 4             | 27/6/2014  | Hard Rock Hotel and Casino, Paradise, Nevada            |                                                                                           |
| 1  | Thắng   | 1–0        | Travis Davidson    | KO   | 1 (4), 0:47   | 10/5/2014  | Galen Center, Los Angeles, California                   |                                                                                           |